# Người Shawnee
Người Shawnee, còn được gọi Shaawanwaki, Shaawanooki, và Shaawanowi lenaweeki, là dân tộc người da đỏ tại Bắc Mỹ nói các ngôn ngữ Algonquin. Trong lịch sử họ ở Ohio, Virginia, Tây Virginia, miền tây Maryland, Kentucky, Indiana, và Pennsylvania ngày nay. Hiện nay ba bộ lạc người Shawnee được Chính phủ liên bang công nhận: Bộ lạc Người da đỏ Shawnee Vắng mặt tại Oklahoma (Absentee-Shawnee Tribe of Indians of Oklahoma), Bộ lạc Shawnee miền Đông tại Oklahoma (Eastern Shawnee Tribe of Oklahoma), và Bộ lạc Shawnee, cả ba có trụ sở chính tại Oklahoma.